# 舊瑞士邦聯
舊瑞士邦聯（德語：Alte Eidgenossenschaft）是當今瑞士的前身，為數個從神聖羅馬帝國獨立出來的小邦国（稱為“州”）組成的鬆散邦聯。自13世紀建立延續至1798年，改成由法國所扶植的赫爾維蒂共和國為止。

## 舊瑞士聯邦的領土列表
聯邦分幾個階段擴張：最原始的建國三州，而之後擴張到八個州（Acht Orte），然後在1481年擴大到十個州，在1501年擴大到十二個州，最後擴大到十三個州（Dreizehn Orte）。
以下列出州別及加入年份：

### 創始州 (3州)
- 烏里 (1291)
- 施維茨 (1291)
- 翁特瓦爾登 (1291) (後拆分為上瓦爾登與下瓦爾登)

### 14世紀擴張 (8州)
- 琉森 (1332) 城市州
- 蘇黎世 (1351) 城市州
- 格拉魯斯 (1352 / ca. 1388) 鄉村州
- 楚格 (1352) 城市州
- 伯恩 (1353) 城市州

### 15世紀擴張 (10州)
- 弗里堡 (1481) 城市州
- 索洛圖恩 (1481) 城市州

### 16世紀擴張 (12州)
- 巴塞爾 (1501) 城市州 (後拆分為巴塞爾城市半州與巴塞爾鄉村半州)
- 沙夫豪森 (1501) 城市州

### 最終領土 (13州)
- 阿彭策尔 (1513) 鄉村州 (後拆分為內亞本塞州與外阿彭策尔州)